# استان آتلانتیک
استان آتلانتیک (به لاتین: Atlantique Department) یک استان در بنین است.

## خصوصیات
استان آتلانتیک ۳٬۲۳۳ کیلومترمربع مساحت و ۱٬۳۹۶٬۵۴۸ نفر جمعیت دارد.